# Бон (Кот-д'Ор)
Бон (фр. Beaune) — місто та муніципалітет у Франції, у регіоні Бургундія-Франш-Конте, департамент Кот-д'Ор. Населення — 20 032 особи (01.01.2021).
Муніципалітет розташований на відстані близько 280 км на південний схід від Парижа, 37 км на південний захід від Діжона.

## Виноробство

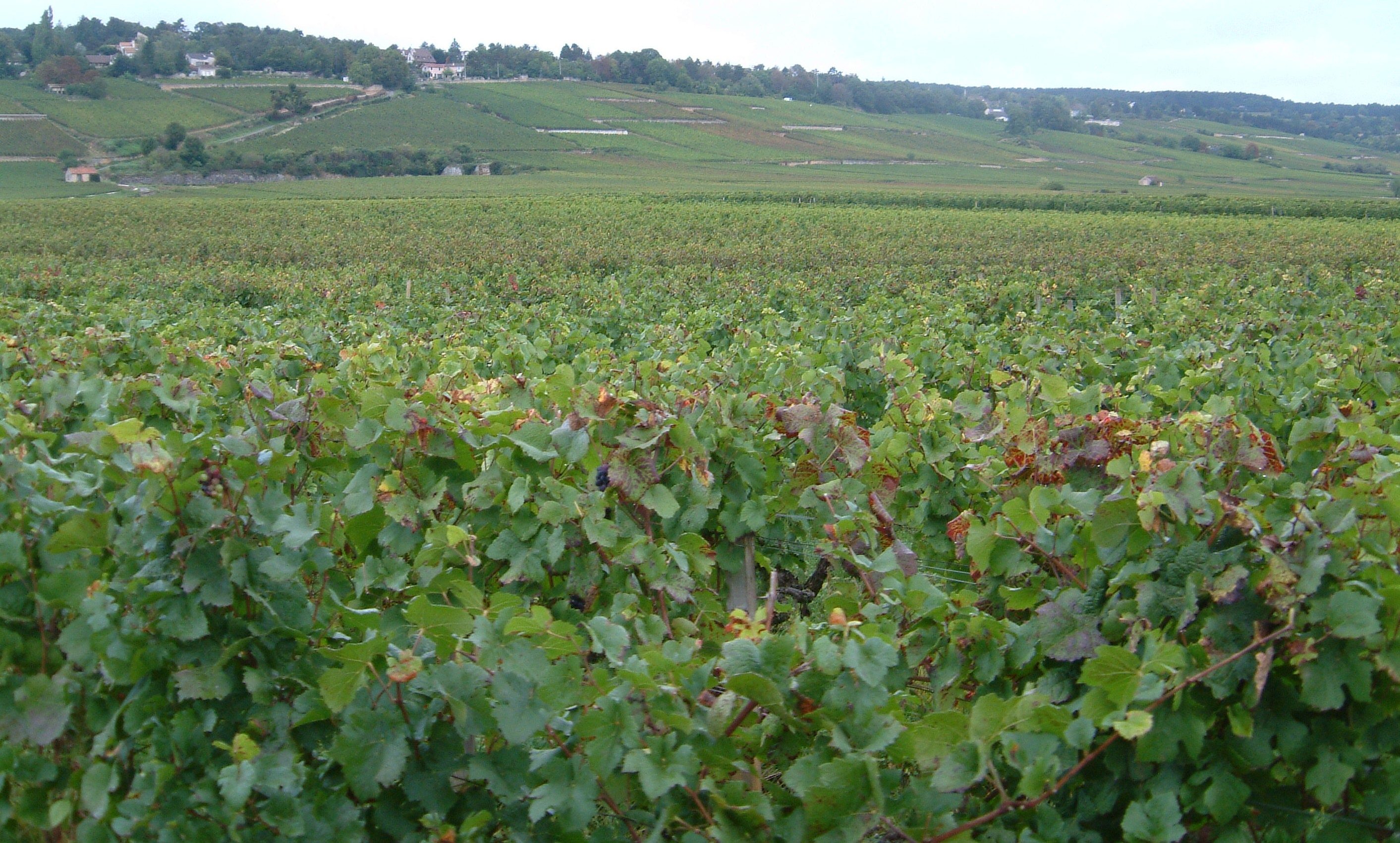
Виноградники на околицях Бону

Бон вважається столицею бургундських вин, проте виноградники муніципалітету не удостоєні звання Ґран-крю.
Містечко розташоване на Route des Grands Crus («шляху великих вин»), тобто на туристичному маршруті виноградниками, що відзначені званням Ґран Крю. На північ від Бона дорога веде до Жевре-Шамбертен та Нюї-Сен-Жорж, на південь — до Ноле, Соссі та Отену.
Тут щорічно проводяться винний благодійний аукціон під егідою госпісів Бону.

## Госпіси Бону
Госпіси Бону (Hospices de Beaune) було засновано в 1442 році канцлером герцога Бургунського Ніколя Роленом (тим самим, що зображений на картині Яна ван Ейка «Мадонна канцлера Ролена») та його дружиною. Це благодійні шпиталі, які надавали лікування і нічліг для бідних і незаможних. Їм належить виноградник в Бургундії, куплений в минулому на пожертвування.

## Демографія
Динаміка населення (INSEE ):
Розподіл населення за віком та статтю (2006):
| Стать | Всього | До 15 років | 15-24 | 25-44 | 45-64 | 65-85 | Понад 85 |
| --- | ------ | ----------- | ----- | ----- | ----- | ----- | -------- |
| Чоловіки | 10 169 | 1838        | 1493  | 2960  | 2407  | 1346  | 125      |
| Жінки | 11 598 | 1794        | 1544  | 2907  | 2811  | 2031  | 511      |
| \| Статево-вікова піраміда \| Статево-вікова піраміда \| Статево-вікова піраміда \| \| ----------------------- \| ----------------------- \| ----------------------- \| \| Чоловіки \| Вік \| Жінки \| \| 125 \| 85 + \| 511 \| \| 261 \| 80-84 \| 481 \| \| 285 \| 75-79 \| 501 \| \| 418 \| 70-74 \| 546 \| \| 382 \| 65-69 \| 503 \| \| 409 \| 60-64 \| 524 \| \| 613 \| 55-59 \| 645 \| \| 692 \| 50-54 \| 787 \| \| 693 \| 45-49 \| 855 \| \| 699 \| 40-44 \| 729 \| \| 712 \| 35-39 \| 701 \| \| 754 \| 30-34 \| 728 \| \| 795 \| 25-29 \| 749 \| \| 747 \| 20-24 \| 793 \| \| 746 \| 15-20 \| 751 \| \| 606 \| 10-14 \| 577 \| \| 604 \| 5-9 \| 604 \| \| 628 \| 0-4 \| 613 \| |        |             |       |       |       |       |          |
| Статево-вікова піраміда |        |             |       |       |       |       |          |
| Чоловіки | Вік    | Жінки       |       |       |       |       |          |
| 125 | 85 +   | 511         |       |       |       |       |          |
| 261 | 80-84  | 481         |       |       |       |       |          |
| 285 | 75-79  | 501         |       |       |       |       |          |
| 418 | 70-74  | 546         |       |       |       |       |          |
| 382 | 65-69  | 503         |       |       |       |       |          |
| 409 | 60-64  | 524         |       |       |       |       |          |
| 613 | 55-59  | 645         |       |       |       |       |          |
| 692 | 50-54  | 787         |       |       |       |       |          |
| 693 | 45-49  | 855         |       |       |       |       |          |
| 699 | 40-44  | 729         |       |       |       |       |          |
| 712 | 35-39  | 701         |       |       |       |       |          |
| 754 | 30-34  | 728         |       |       |       |       |          |
| 795 | 25-29  | 749         |       |       |       |       |          |
| 747 | 20-24  | 793         |       |       |       |       |          |
| 746 | 15-20  | 751         |       |       |       |       |          |
| 606 | 10-14  | 577         |       |       |       |       |          |
| 604 | 5-9    | 604         |       |       |       |       |          |
| 628 | 0-4    | 613         |       |       |       |       |          |

## Економіка
2010 року серед 14 294 осіб працездатного віку (15—64 років) 10 736 були активними, 3558 — неактивними (показник активності 75,1%, у 1999 році було 73,3%). З 10 736 активних мешканців працювала 9401 особа (4830 чоловіків та 4571 жінка), безробітними було 1335 (654 чоловіки та 681 жінка). Серед 3558 неактивних 1242 особи були учнями чи студентами, 1159 — пенсіонерами, 1157 були неактивними з інших причин.

У 2010 році в муніципалітеті числилось 10111 оподаткованих домогосподарств, у яких проживали 21477,5 особи, медіана доходів виносила 18 145 євро на одного особоспоживача

## Галерея зображень

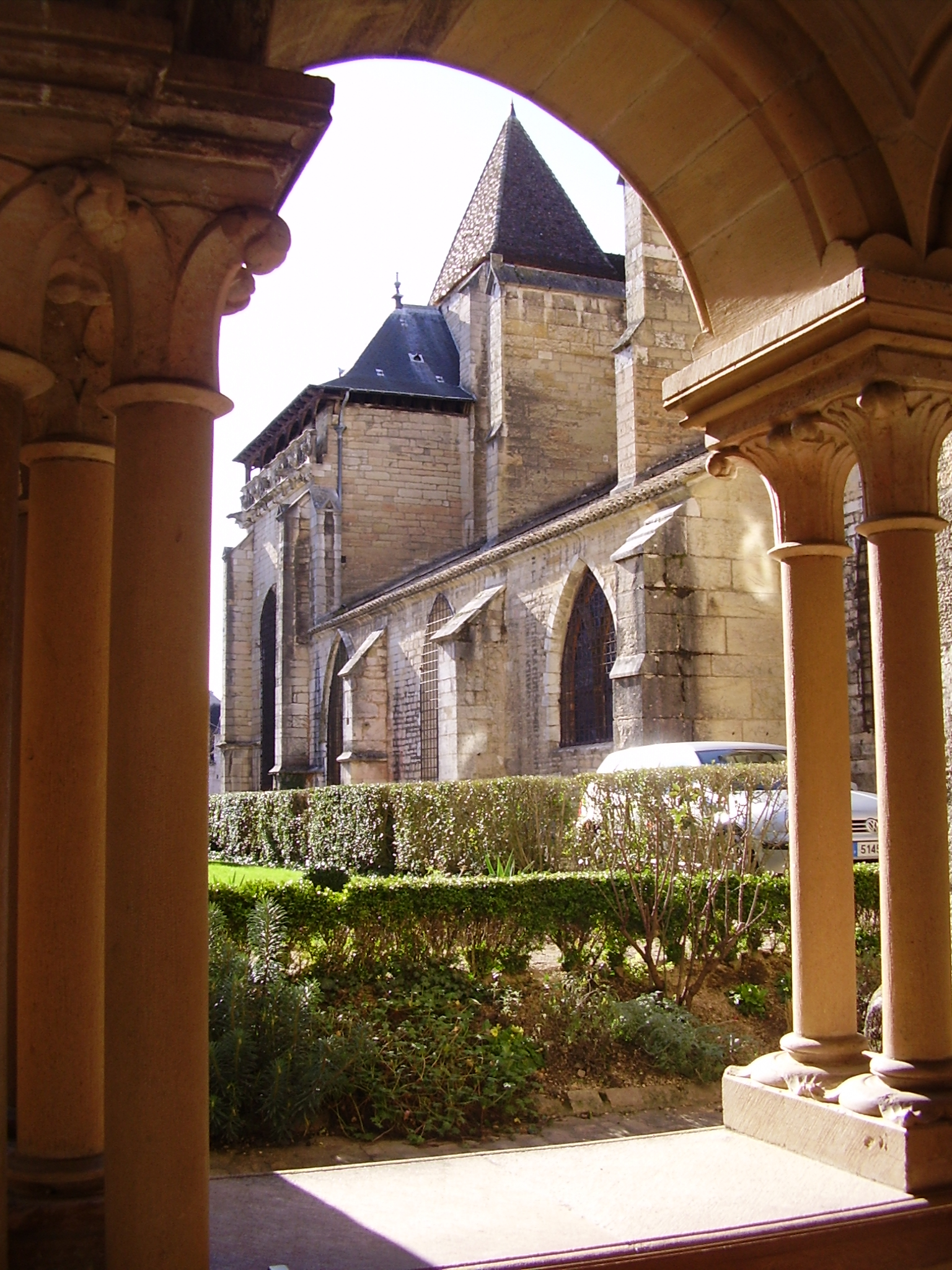
Романський собор Нотр-Дам-де-Бон
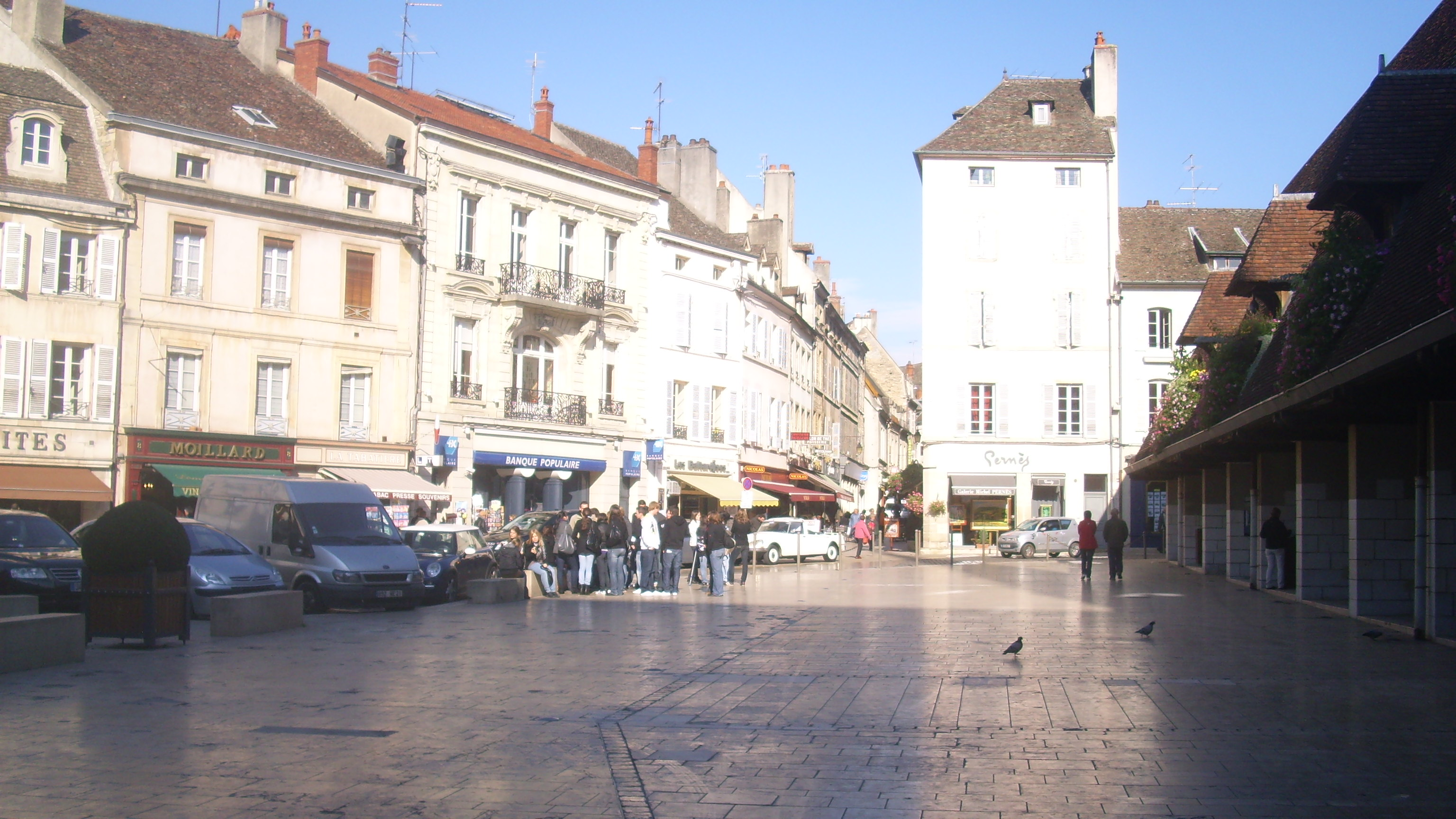
Одна з площ міста
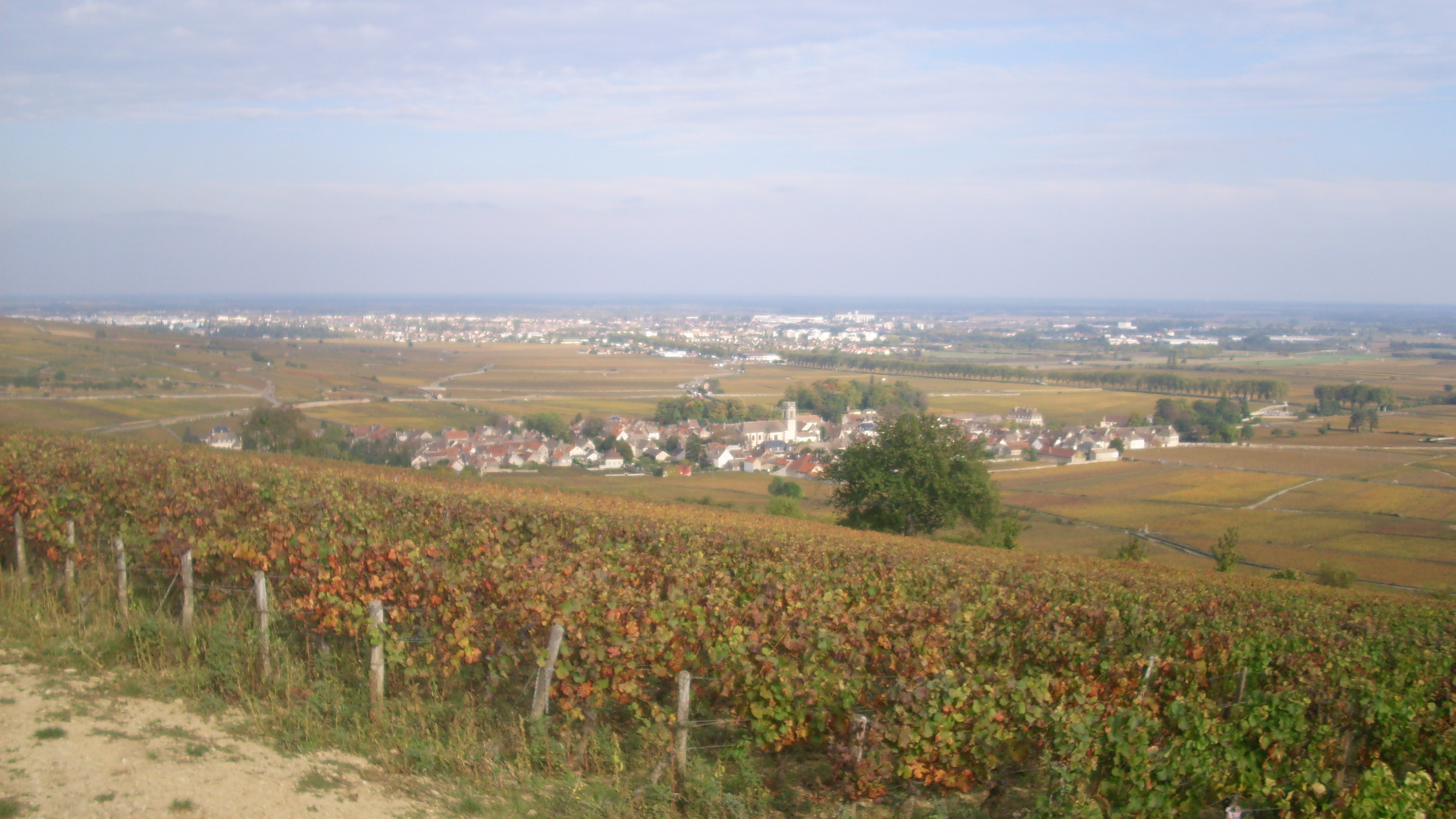
Вид на Поммар, за ним — Бон

## Персоналії
- Етьєн-Жуль Маре (1830—1904) — французький біолог, інженер і фотограф.